# Еріх Кляйбер

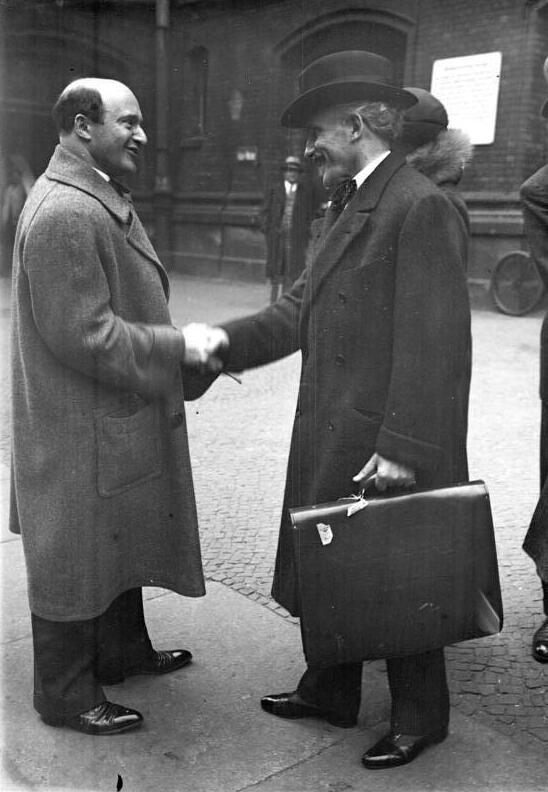
Еріх Кляйбер (зліва) зустрічає Артуро Тосканіні. Березень 1930 р. на вокзалі Anhalter Bahnhof у Берліні.

Еріх Кляйбер (нім. Erich Kleiber; 5 серпня 1890, Відень — 27 січня 1956, Цюрих) — австрійський диригент. Батько диригента Карлоса Кляйбера.

## Життєвий шлях
Народився у Відні, у бідній вчительській родині. Юнацькі роки провів у Празі, де вивчав філософію та музику.
У 1950 р. Кляйбер повенувся до Європи. У 1951 р. намагався повернутися до диригентської роботи у Берлінській державній опері, але відчував зневагу через обіцянки керівництва НДР, які не були дотриманіf. Також не вдалося осісти у Західному Берліні, ангажемент у Відні не відбувся. Таким чином він деякий час жив у Цюрихському готелі.
Раптово помер 27 січня 1956 р. від серцевого нападу у Цюриху.
Еріх Кляйбер — батько так само знаменитого диригента Карлоса Кляйбера (нар. у Берліні, зростав у Південній Америці).

## Дискографія (вибране)
- Orchestral Showpieces-Berliner Philharmoniker 1930-34 Telefunken Legacy 3984-28407-2 (1999)
- Concert Recordings with the NBC Orchestra, 4 CDs 1947-48 Music And Arts
- Wagner: Tristan und Isolde — Teatro Colon Orchestra 1948 Myto
- The Great Conductors, 2 CDs Beethoven: Symphony No. 6 — Czech Philharmony, 1955; Mozart: Symph. No. 40 — London Philharmony, 1949; Schubert: Symphony No. 5 -NDR Orchestra, 1953; R. Strauss: «Till Eulenspiegel» — NDR Orchestra, 1951 a.o. 1949-55 IMG-EMI
- Beethoven: Symphonies Nos. 3, 5, 6, 7 Concertgebouw Amsterdam 1950—1953 DECCA
- Verdi: I Vespri siciliani — Maggio Musicale Fiorentino — 1951 Urania
- Beethoven: Symphony No. 9 — Wiener Philharmoniker 1952 DECCA
- Tchaikovski: Symphonies Nos. 4,6- Paris Conservatorie 1953 DECCA
- R.Strauss: Der Rosenkavalier — Wiener Philharmoniker, 3 CDs 1954 DECCA
- Mozart: Le Nozze di Figaro — Wiener Philharmoniker, 3 CDs 1955 DECCA
- Weber: Der Freischütz — Köln RSO, 2 CDs 1955 Koch
- Beethoven: Fidelio, 2 CDs — Köln RSO 1956 Koch
- Complete Decca Recordings 1949—1955 — 6 CDs DECCA